# Robin Ellis

Anthony Robin Ellis (Londres, 8 de enero de 1942) es un actor británico.

## Biografía
Sus primeras apariciones en pantalla se remontan a 1969 en la serie de televisión británica The Inside Man. Ese mismo año interviene en la película Arthur! Arthur! protagonizada por Shelley Winters y Donald Pleasence.
Sería su única incursión en la gran pantalla, a excepción de un pequeño papel en la española Tres mujeres de hoy (1980), junto a Ana Obregón y Norma Duval, debido a la enorme popularidad que por aquel entonces gozaba el actor en España.
El resto de su carrera se ha desarrollado en televisión, siendo el del Capitán Ross Poldark el personaje, de la serie Poldark (1975-1977), el que ha marcado su trayectoria, por el arrollador éxito que tuvo la producción no sólo en Gran Bretaña, sino en otros países europeos, y que le valió el Premio Tp de Oro en España.
Además ha participado en las series Sense and Sensibility (1971), Bel Ami (1971), Capstick's Law (1989) y Cluedo (1990).